# Yankee (película)
Yankee es una película italiana de 1966 dirigida por Tinto Brass del género spaghetti western, protagonizada por Philippe Leroy, Adolfo Celi, Mirella Martin y Tomás Torres. Se trata del primer intento del cineasta Tinto Brass, reconocido principalmente por ser uno de los más reputados directores del cine erótico, en incursionar en el género del western.

## Sinopsis
Un jefe criminal local conocido como el Grande Concho domina con su pandilla desde una iglesia abandonada hasta un extenso territorio. Interesado en una cuantiosa recompensa, un cazarrecompensas conocido como el Yankee decide ir en su búsqueda.

## Reparto
| - Philippe Leroy - Yankee - Adolfo Celi - Grande Concho - Mirella Martin - Rosita - Tomás Torres - Luiz - Francisco Sanz - Consalvo - Franco De Rosa - Angelface - Víctor Israel - Comisario - Pasquale Basile - Denti d'oro | - Jacques Herlin - Filósofo - Giorgio Bret Schneider - Pittore - Antonio Basile - Tatuato - Renzo Pevarello - Portugués - César Ojinaga - Diputado - Valentino Macchi - García - Tomas Milton - Tom - Jose Halufi - Perro |

## Rodaje
Exteriores rodados en Chalamera, en varias imágenes aparece la ermita de la población.